# 요한 크리스티안 바흐

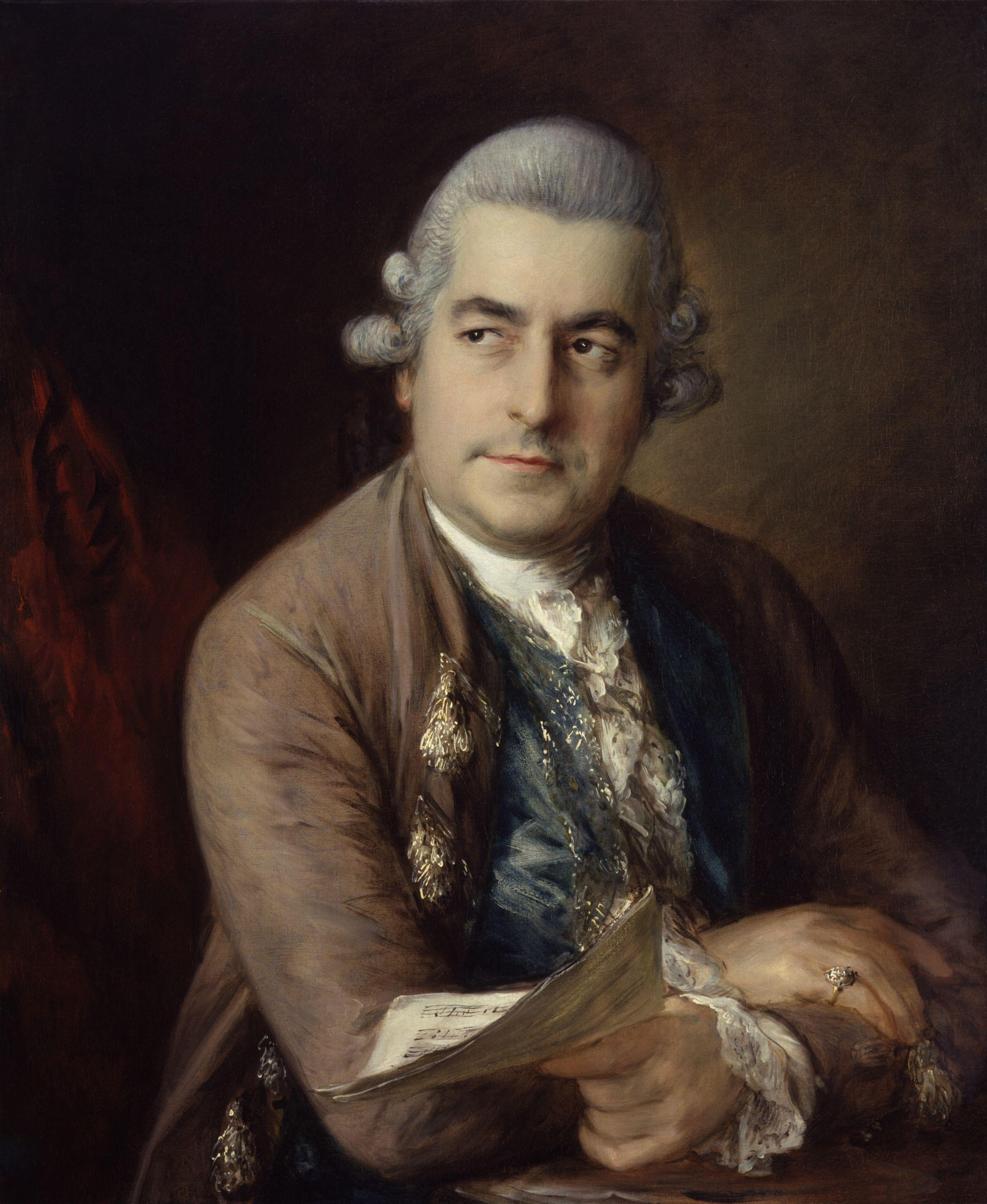
요한 크리스티안 바흐

요한 크리스티안 바흐(Johann Christian Bach, 1735년 9월 5일 ~ 1782년 1월 1일)는 고전파 시대 독일의 작곡가이다. 요한 세바스티안 바흐의 아들이고, 볼프강 아마데우스 모차르트에게 작곡, 기악을 가르친 스승이기도 하다. 독일을 떠나 국제적으로 활약하였으므로 그 지명을 따 '밀라노의 바흐'라든가 '런던의 바흐'로도 불린다.

## 생애
바로크 시대의 음악가 요한 제바스티안 바흐와 그의 두 번째 아내 안나 막달레나 바흐 사이에서 태어난 막내 아들이다. 1735년 라이프치히에서 태어나 아버지의 총애를 받았으나 1750년에 아버지를 잃었기 때문에 대학교육을 받을 수 없었고, 맏형 빌헬름 프리데만에 이끌려 베를린으로 가서 둘째형 카를 필리프 에마누엘 밑에서 4년 여의 음악교육을 받았다. 그의 형제, 자매와 뿔뿔이 흩어지자 자신은 음악가로서 생계를 이어갔다.
이 무렵 베를린 궁정가극장에서 인기가 있던 카를 하인리히 그라운, 요한 아돌프 하세등의 오페라에 큰 흥미를 품고 그를 오르가니스트로 하려던 형의 뜻에 반하여 1756년 오페라 수업을 위하여 이탈리아로 갔다. 이탈리아에서는 밀라노의 아고스티노 리타 백작의 궁정악장이 되었고, 그의 원조로 볼로냐의 저명한 이론가 마르티니 신부에게 사사하였다. 로마 가톨릭으로 개종하여 미사곡, 마니피카트, 테 데움 등 가톨릭 교회음악의 작곡에 전념하였다. 1760년에는 밀라노 대성당의 오르가니스트로 취임하였으나 이 무렵부터 다시 오페라에 정열을 불태워 1746-1762년에는 토리노와 나폴리에서 작품을 발표하였다. 그러나 이 때문에 교회 일을 태만하였다는 비난을 받아 1762년 밀라노를 떠나 런던으로 옮겼다.
런던의 킹즈 극장에서 상연한 오페라 <오리오네>로 작곡가로서의 기반을 확고히 굳혔으며, 영국 왕비 조피 샤를로테 추 메클렌부르크슈트렐리츠 공녀의 음악교사에 임명되어 귀족의 자제를 가르쳐 런던 사교계의 인기를 한몸에 모았다. 1764년엔 런던을 방문한 소년 시절의 모차르트를 만나 그의 작풍에 큰 영향을 주었다. 또 같은 해 그는 비올라 다 감바 주자 아벨과 공동으로 공개연주회를 개최하였는데 '바흐 아벨 콘서트'라는 이름으로 알려진 이 연주회는 그가 사망하기 전해까지 18년간 계속되어 하이든 등의 새로운 작품을 영국악단에 소개하는 데 큰 역할을 하였다.
1782년 1월 1일 그의 나이 불과 47세, 원인모를 병으로 사망하였다. 한편 루트비히 판 베토벤은 바흐를 대 음악가로 칭송하였는데 일설에는 그 바흐는 그의 아버지 요한 세바스티안 바흐가 아닌 크리스티안 바흐라고 보기도 한다.

## 음악세계
작곡가로서 바흐는 이탈리아풍의 서정적인 우아한 멜로디와 탁월한 관현악법에 뛰어난 수완을 발휘하여 오페라, 오라토리오, 칸타타, 교향곡, 클라비어의 소나타, 협주곡, 실내악곡 등 다방면에 걸쳐 작품을 남겼다는 평가를 받는다. 그는 완고한 부친 제바스티안과는 달리 중심이 없고 의지가 약한 데가 있었으나 그것이 도리어 호모포닉한 새로운 스타일의 음악을 추구하여 교묘하게 세상의 시류를 따서 인기를 떨칠 수가 있었다. 오페라는 오늘날에 와서는 거의 상연되지 않으나 당시 압도적인 인기를 모은 것으로 주목할 만하며 교향곡이나 클라비어의 협주곡 및 소나타는 모차르트의 초기 작품의 선구로서 고전파로의 발전에 기여하였다는 뜻에서 음악사적으로 중요하다.